# Naz–Sciaves
Naz–Sciaves, németül: Natz-Schabs, település Olaszországban, Bolzano autonóm megyében. Lakosainak száma 3354 fő (2023. január 1.). Naz–Sciaves Fortezza, Luson, Rio di Pusteria, Rodengo, Bressanone és Varna községekkel határos.

## Népesség
A település népességének változása:
| Lakosok száma | 3171 | 3187 | 3354 |
|               | 2017 | 2018 | 2023 |